# Vejlsø
Vejlsø är en sjö i Danmark.   Den ligger utanför Silkeborg i Region Mittjylland,  190 km väster om Köpenhamn. Vejlsø ligger 21 meter över havet. Den är en av Silkeborgsøerne och ligger mellan de större sjöarna  Brassø och Almind Sø.